# Lista nagród i nominacji Tedego
Artykuł przedstawia listę nagród oraz nominacji zdobytych przez polskiego rapera Tedego.
Pięciokrotnie nominowany do nagrody Fryderyków, trzykrotnie do SuperJedynki w tym laureat tej nagrody. W latach 2010–2011 pięciokrotnie nominowany do nagrody Viva Comet Awards. Dwukrotnie nominowany do nagrody MTV Europe Music Awards i trzykrotnie do Yach Film. Dwudziestotrzykrotny nominant nagrody plebiscytu WuDoo/Hip-Hop, w tym siedmiokrotny laureat.
Do października 2017 roku Tede zdobył łącznie 16 nagród w 58 nominacjach, co czyni go jednym z najbardziej utytułowanych polskich raperów.

## Nagroda Muzyczna Fryderyk
Tede zdobył pięć nominacji do Fryderyka, cztery solowo oraz jedną z zespołem który założył, Warszawskim Deszczem. Po przegraniu plebiscytu w 2016 roku, raper w wywiadzie dla magazynu Vice skrytykował galę mówiąc że nie ma to nic wspólnego z muzyką.
| Rok  | Tytułem             | Kategoria              | Rezultat  |
| ---- | ------------------- | ---------------------- | --------- |
| 2003 | 3h hajs, hajs, hajs | Album roku rap/hip-hop | Nominacja |
| 2004 | Notes               | Album roku hip-hop/R&B | Nominacja |
| 2010 | Powrócifszy...      | Album roku hip-hop/R&B | Nominacja |
| 2015 | Kurt Rolson         | Album roku hip-hop     | Nominacja |
| 2016 | Vanillahajs         | Album roku hip-hop     | Nominacja |

## SuperJedynki
SuperJedynki polski muzyczny plebiscyt telewizyjny organizowany przez telewizje TVP 1 oraz Program Pierwszy Polskiego Radia. Raper trzykrotnie nominowany, w tym laureat z 2010 roku w kategorii Płyta Hip-hop. Po latach Tede ujawnił, że nie przykłada dużej uwagi do nagrody i pokazał zdjęcie gdzie statuetka służy mu jako podstawka pod drzwi.
| Rok  | Tytułem           | Kategoria     | Rezultat  |
| ---- | ----------------- | ------------- | --------- |
| 2009 | Tede              | Artysta roku  | Nominacja |
| 2009 | Ścieżka dźwiękowa | Płyta roku    | Nominacja |
| 2010 | Note2             | Płyta hip hop | Wygrana   |

## VIVA Comet Awards
VIVA Comet Awards nagroda przyznawana przez stację muzyczną VIVA dla najlepszych wykonawców muzycznych w wybranych kategoriach. Artysta został pięć razy nominowany do nagrody w pięciu różnych kategoriach. W 2011 roku poprowadził galę rozdania nagród wraz z prezenterką Katarzyną Kępką.
| Rok  | Tytułem           | Kategoria        | Rezultat  |
| ---- | ----------------- | ---------------- | --------- |
| 2010 | Tede              | Artysta 10-lecia | Nominacja |
| 2010 | "Wielkie joł"     | Przebój 10-lecia | Nominacja |
| 2011 | Tede              | Artysta Roku     | Nominacja |
| 2011 | FuckTede/Glam Rap | Płyta Roku       | Nominacja |
| 2011 | "Pali się dach"   | Teledysk Roku    | Nominacja |

## MTV Europe Music Awards
MTV Europe Music Awards nagroda przyznawana przez polską redakcję MTV podczas corocznego rozdania MTV Europe Music Awards w kategorii Najlepszy Polski Wykonawca. Tede otrzymał dwie nominację w 2010 oraz 2015 roku.
| Rok  | Tytułem | Kategoria                  | Rezultat  |
| ---- | ------- | -------------------------- | --------- |
| 2010 | Tede    | Najlepszy Polski Wykonawca | Nominacja |
| 2015 | Tede    | Najlepszy Polski Wykonawca | Nominacja |

## Plebiscyt WuDoo/Hip-Hop
Plebiscyt WuDoo/Hip-Hop nagroda przyznawana przez Polskie Radio Szczecin oraz stronę internetową Hip-hop.pl. Raper otrzymał dwadzieścia trzy nominacje, w tym siedem razy zwyciężał plebiscyt.
| Rok  | Tytułem                       | Kategoria                     | Rezultat   |
| ---- | ----------------------------- | ----------------------------- | ---------- |
| 2007 | Tede                          | Polski wykonawca roku 2006    | 3. miejsce |
| 2007 | Esende Myllfon                | Polski album roku 2006        | 2. miejsce |
| 2007 | "Blask/To jeszcze nie koniec" | Polski singiel roku 2006      | 3. miejsce |
| 2006 | Rozpad Wielkiego Joł          | Polskie wydarzenie roku 2005  | 3. miejsce |
| 2009 | Tede                          | Polski wykonawca roku 2008    | 3. miejsce |
| 2009 | Ścieżka dźwiękowa             | Polski album roku 2008        | Wygrana    |
| 2010 | Tede                          | Polski wykonawca roku 2009    | Wygrana    |
| 2010 | Note2                         | Polski album roku 2009        | Wygrana    |
| 2010 | "Pali się Dach"               | Polski singiel roku 2009      | Nominacja  |
| 2011 | Tede                          | Polski wykonawca roku 2010    | 3. miejsce |
| 2011 | "Kalash"                      | Polski singiel roku 2010      | Nominacja  |
| 2011 | FuckTede/Glam Rap             | Polski album roku 2010        | 3. miejsce |
| 2013 | Tede                          | Polski wykonawca roku 2012    | 2. miejsce |
| 2014 | Tede                          | Polski wykonawca roku 2013    | 2. miejsce |
| 2014 | Elliminati                    | Polski album roku 2013        | 2. miejsce |
| 2014 | "Nie banglasz"                | Polski singiel roku 2013      | Wygrana    |
| 2015 | Tede                          | Polski wykonawca roku 2014    | Wygrana    |
| 2015 | Kurt_rolson                   | Polski album roku 2014        | 3. miejsce |
| 2016 | Tede                          | Polski wykonawca roku 2015    | 2. miejsce |
| 2016 | Vanillahajs                   | Polski album roku 2015        | 2. miejsce |
| 2017 | Tede                          | Polski wykonawca roku 2016    | Wygrana    |
| 2017 | Keptn'                        | Polski album roku 2016 Keptn' | Wygrana    |
| 2018 | "T-Killa"                     | Polski singiel roku 2017      | Wygrana    |

## Yach Film
Yach Film to nagroda przyzwana na jedynym w Polsce i jeden z niewielu w Europie festiwalu teledysków. Artysta nominowany trzy razy w trzech różnych kategoriach.
| Rok  | Tytułem                | Kategoria                     | Rezultat  |
| ---- | ---------------------- | ----------------------------- | --------- |
| 2004 | „Klaszcz”              | Kreacja aktorska              | Nominacja |
| 2008 | „Glokk”                | Najlepszy teledysk hip-hopowy | Nominacja |
| 2010 | „Dokąd idziesz Polsko” | Innowacja                     | Nominacja |

## Pozostałe
| Rok  | Tytułem           | Kategoria                                     | Konkurs/Nagroda                    | Uwagi      |
| ---- | ----------------- | --------------------------------------------- | ---------------------------------- | ---------- |
| 2003 | Tede              | Belvedere International Achievement Awards    | BIAA 2004                          | Wygrana    |
| 2008 | Ścieżka dźwiękowa | Album Roku Urban/Roots                        | Pam Awards                         | Wygrana    |
| 2010 | Note2             | Polska Produkcja Roku                         | Rapgra Awards 2010                 | Wygrana    |
| 2010 | Beef Peja vs Tede | Wydarzenie Roku w Polsce                      | Rapgra Awards 2010                 | Wygrana    |
| 2011 | Tede              | 30 Najlepszych polskich raperów               | Machina                            | 3. miejsce |
| 2011 | Beef Peja vs Tede | Wydarzenie Roku 2010                          | Podsumowanie 2010/Poznanskirap.com | Wygrana    |
| 2012 | Tede              | 20 Najlepszych polskich raperów wszech czasów | Porcys.com                         | 3. miejsce |
| 2014 | „Nie banglasz”    | Najlepsze utwory 2013 Roku                    | Codzienna Gazeta Muzyczna          | 3. miejsce |
| 2014 | Elliminati        | Album roku                                    | GlamRap.pl                         | Wygrana    |
| 2014 | Tede              | Postać Roku 2013                              | GlamRap.pl                         | 2. miejsce |
| 2015 | Tede              | Artysta/zespół roku                           | Sztosy 2014                        | Nominacja  |
| 2016 | Vanillahajs       | Najlepsza płyta Hip-Hop                       | Złota Nuta 2015                    | Nominacja  |
| 2016 | Tede              | Całokształt twórczości                        | Złota Felga 2016                   | Wygrana    |
| 2017 | Keptn'            | Płyta roku                                    | GlamRap.pl                         | Wygrana    |
| 2017 | „Drin za drinem”  | Top wszech czasów polskiego Hip-Hopu          | OpenFM                             | Nominacja  |
| 2017 | „Wyje wyje bane”  | Top wszech czasów polskiego Hip-Hopu          | OpenFM                             | Nominacja  |
| 2017 | „Wyścig szczurów” | Top wszech czasów polskiego Hip-Hopu          | OpenFM                             | Nominacja  |
| 2017 | Tede & Sir Michu  | Najpopularniejsi polscy artyści               | Statystyki Spotify                 | Nominacja  |
| 2018 | „T-Killa”         | Top 10 Singli                                 | GlamRap.pl                         | Wygrana    |